# Pasigraphie
D'une manière générale, une pasigraphie (du grec ancien πᾶς, tout, et γραφή, écriture) est une écriture ou un système de notation universel. L'invention de ce terme est attribuée à Joseph de Maimieux en 1797, toutefois des systèmes pasigraphiques complets avaient déjà été proposés auparavant (Johann Joachim Becher, 1661). Le code international des signaux maritimes et la classification bibliographique décimale de Dewey constituent des pasigraphies officialisées. Dans sa présentation, toutefois, probablement par souci de vulgarisation, Joseph de Maimieux définit la pasigraphie comme « l'art d'écrire à tous »,.
Certaines pasigraphies peuvent être très proches de la notion d'idéogramme (symbole non figuratif) et de celle de pictogramme (symbole figuratif).
Exemples de pasigraphies alphabétiques : 
- la langue analytique de John Wilkins ;
- la pasilalie de Burja ;
- la stœchiophonie de Henri Joseph François Parrat.

Ernst Schröder puis Henri Poincaré ont nommé pasigraphie le système de signes inventé par Giuseppe Peano pour écrire les propositions logiques et mathématiques (voir formulaire de mathématiques). Cependant, ainsi que le souligne Louis Couturat, Peano ne revendique pas ce terme, et présente son système de notations non seulement comme une langue artificielle mais aussi comme un outil d'analyse des théories mathématiques.
Les mathématiciens actuels utilisent toujours aujourd'hui, de façon limitée, certaines notations mathématiques inspirées de Peano, de la même façon qu'ils utilisent depuis plus longtemps le calcul symbolique, quand c'est utile pour la clarté de l'exposition. Mais ils ne prétendent pas en faire une écriture universelle pour codifier leurs travaux. Les logiciens utilisent bien une écriture systématique et universelle (encore qu'il y ait des variations, selon les écoles, mais elles sont inessentielles), mais il s'agit de l'objet de leurs travaux ou d'un outil pour ceux-ci, non de la façon de les communiquer.
On peut voir une moderne continuation des travaux de Peano dans la formalisation des mathématiques sur machine, à l'aide d'assistants de preuve. Une écriture formelle est bien indispensable, mais, là non plus, le souci, pour le moment du moins, n'est pas d'une écriture universelle.

## Exemples de pasigraphies
- UPL (Universal Picture Language) ;
- aUI ;
- Bliss ;
- Graphische Sprache ;
- Elephant's memory ;
- Earth language ;
- Gesture ;
- Hémi-pasigraphie ;
- Hypersignes ;
- IconText ;
- Idéographie ;
- Idéographie lunaire ;
- Interscript ;
- Kokographie ;
- Lingua universalis inventum steganographicum ;
- Lovers communication system
- Mangif ;
- Mediaglyphs ;
- Mellanok ;
- Minspeak ;
- MUSLI ;
- Notations mathématiques ;
- Paleneo ;
- Pasigraphie de Maimieux ;
- Pasigraphion ;
- Pasitélégraphie ;
- Pasographie ;
- Patoloiglob ;
- Phonetic Picture-Writing ;
- Picto ;
- Polygraphia ;
- QJ ;
- Rosentalographia ;
- Safo ;
- Scriptura oecumenica ;
- Signology ;
- Translingua Script ;
- Unipix ;
- Universal character ;
- Universal Picture Language ;
- Vedo-Vedi ;
- Vide langage ;
- Visible Speech ;
- Wit-spell.